# Alloxysta pusilla
Alloxysta pusilla är en stekelart som först beskrevs av Jean-Jacques Kieffer 1902.  Alloxysta pusilla ingår i släktet Alloxysta, och familjen glattsteklar. Arten är reproducerande i Sverige.